# Hydroglyphus mastersii
Hydroglyphus mastersii är en skalbaggsart som först beskrevs av W. J. Macleay 1871.  Hydroglyphus mastersii ingår i släktet Hydroglyphus och familjen dykare. Inga underarter finns listade i Catalogue of Life.